# Ley de delitos sexuales de 1967
La Sexual Offences Act 1967 (ley de delitos sexuales 1967) es una ley del parlamento del Reino Unido aprobada en 1967 que despenalizó las prácticas homosexuales en privado, siempre y cuando fueran entre adultos mayores de edad, 21 años en ese momento. Fue polémica en su tiempo, y aunque resultó un avance respecto a la situación anterior ha sido criticada por continuar con la desigualdad entre los homosexuales y los heterosexuales. Debido a que establecía edades de consentimiento sexual discriminatorias y hacía una estricta imposición de la privacidad, dejaba abierta la posibilidad de que la mayoría de los hombres homosexuales fueran acosados y perseguidos policialmente, como afirma Peter Tatchell en su libro de 1992 Europe in The Pink.
La ley era solo para Inglaterra y Gales, y tampoco era aplicable en la marina mercante y en las fuerzas armadas. La homosexualidad no se despenalizó en Escocia hasta la aprobación de la Criminal Justice (Scotland) Act 1980 y en Irlanda del Norte de la Homosexual Offences (Northern Ireland) Order 1982. 

## Historia
Al final de los años 1960 dos parlamentarios, Leo Abse del Partido Laborista y Arthur Gore (Lord Arran del Partido Conservador) propusieron humanizar la forma en la que las leyes penales trataban a los homosexuales por medio de un proyecto para reformar las leyes de delitos sexuales. Las secciones 61 y 62 de la Offences Against The Person Act 1861 calificaba como delito cualquier práctica homosexual, condenándolas a penas que iban desde las multas, a penas de prisión que podían llegar a la cadena perpetua. Por lo que los hombres homosexuales eran perseguidos y condenados por actos sin perjuicio a terceros, es decir, entre adultos que consentían, lo que venía sido fuertemente criticado.
En su proyecto de ley de delitos sexuales, se apoyaban en las recomendaciones del informe Wolfenden (1957) que estaban a favor de despenalizar la prácticas homosexuales entre adultos.
El comité Wolfenden se había formado a mediados de los años 1950 para analizar la homosexualidad y la prostitución, y entre sus miembros se encontraban jueces, psiquiatras, varios académicos e incluso un teólogo. Tras varios años presentaron un informe en el que llegaban a la conclusión de que las leyes penales no debían intervenir en los asuntos sexuales privados de adultos que consentían en la privacidad de sus hogares. La posición del comité se resumió así: 

“A menos que haya un intento deliberado de la sociedad de convertir en equivalentes por medio de la ley la esfera del delito y la del pecado, debe permanecer en el ámbito de lo privado lo que, concisamente, no es asunto de la ley.”
Wolfenden Report, (1957)

Tras la publicación del informe no hubo durante diez años ninguna iniciativa política sobre el asunto, pero en 1967 el gobierno laborista del momento mostró su apoyo a la propuesta de Arran, en el que había una opinión generalizada de que los homosexuales no podían seguir siendo penalizados por disposiciones anticuadas. El proyecto recibió la sanción real el 28 de julio de 1967 tras un intenso debate en la Cámara de los Comunes del Reino Unido.
Lord Arran debido a las opiniones imperantes en la época y en un intento de minimizar las críticas que esta ley podría provocar en el público con un tema relativo a los derechos civiles de los homosexuales, hizo la siguiente declaración: "Les pido [a los homosexuales] que muestren su agradecimiento comportándose de forma discreta y digna… cualquier clase de comportamiento ostentativo o cualquier exhibición pública sería totalmente de mal gusto…[y] provocaría que los patrocinadores de este proyecto se arrepintieran de haber hecho lo que han hecho."
Las consecuencias legales de esta legislación han sido descritas como una despenalización penal parcial de la homosexualidad masculina, no total, ya que la excepciones que establecía la ley dejaba la puerta abierta para perseguir a los homosexuales y seguir considerando la homosexualidad como un delito, por establecer la edad de consentimiento homosexual en 21 años cuando para los heterosexuales era de 16 años y una restrictiva imposición de intimidad. La estricta interpretación que hicieron los tribunales del término privado como exclusivamente la intimidad del hogar, lo que excluía incluso los hoteles, permitió continuar la persecución de los hombres que estuviera en lugares públicos o de encuentro al aire libre por el simple hecho de darse un beso. El término privado hacía otra restricción al interpretarse como sexo exclusivamente entre dos personas, y se llegó al extremo de establecer que las relaciones no se producían en privado cuando en la misma casa hubiera otra persona aunque estuviera en otra habitación.
Estas discriminaciones fueron objeto de crítica de las organizaciones en defensa de los derechos civiles de los homosexuales y fueron el objetivo de sus protestas y movilizaciones de los siguientes años.
En 1979 hubo una propuesta del ministerio del interior de reducir la edad de consentimiento sexual para los homosexuales a 18 años, pero fue rechazada.

## Enmiendas
- En 1994 la edad de consentimiento sexual para los homosexuales se redujo a 18 años, la edad de mayoría de edad legal, tras una iniciativa de Edwina Currie que pedía igualarla a 16 que fue rechazada.
- En 2000 se produjo la enmienda que equiparaba las edades de consentimiento y la estableció en 16 años.
- En la Sexual Offences Act 2003 se hizo una revisión general de las disposiciones provenientes de las leyes de delitos sexuales de 1956 y 1967, se derogaron todos los delitos de índole sexual sin perjuicio a terceros y se eliminó del ordenamiento legal y policial los términos “indecencia grave” y “buggery”, por ejemplo dejó de ser delito la práctica de sexo de más de dos hombres a la vez.